# 村田氏寿

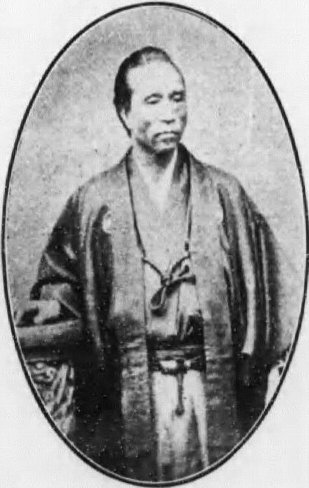
村田氏寿

村田 氏寿（むらた うじひさ、文政4年2月24日（1821年3月27日） - 明治32年（1899年）5月8日）は、幕末の武士（越前福井藩士）、明治期の政治家、官僚。位階および勲等は従四位・勲四等。
字は子慎。号は文峰。通称は巳三郎。

## 経歴
450石取りの藩士として松平慶永に仕えた。橋本左内とは親友であり、共に幕末の政情不安の中で国事について語り合うことが多かった。
1853年、ペリーが来航すると武者修行と称して江戸に向かい、情勢を探った。1856年には慶永の命令で熊本藩の横井小楠招聘に赴いている。1858年、将軍継嗣問題が起こると、左内と共に一橋派に与して徳川慶喜擁立のために京都で交渉に尽力した。
その後は禁門の変、戊辰戦争などに参加し、慶永の補佐に務めた。維新後は岐阜県令や内務大丞兼警保を務めた。1899年、79歳で死去。墓所は谷中霊園にある。

## 栄典
- 1874年（明治7年）2月18日 - 従五位[1]

## 著作
- 佐々木千尋との共著『続再夢紀事』